# La Sauzière-Saint-Jean
 La Sauzière-Saint-Jean  es una población y comuna francesa, ubicada en la región de Mediodía-Pirineos, departamento de Tarn, en el distrito de Albi y cantón de Salvagnac.

## Demografía
| 302 | 296 | 263 | 241 | 226 | 213 |
| Para los censos de 1962 a 1999 la población legal corresponde a la población sin duplicidades (Fuente: INSEE [Consultar]) |     |     |     |     |     |